# Festival Roc'han Feu
Roc'han Feu est un festival de musique rock créé à Rohan et qui se déroule tous les ans le dernier week-end de juin. Ce festival Centre-breton a accueilli en 14 éditions des artistes français et internationaux de très bonne renommée puisque Bernard Lavilliers,  Archive, Mickey 3D ou encore Les Wampas s'y sont déjà produits.

## Historique
Le festival Roc'han Feu a été lancé en 1996, en même temps que l'association homonyme, par une équipe de jeunes gens fêtant cette année-là leurs 18 ans. À cette occasion, ils décident de raviver une tradition perdue, le Feu de la Saint-Jean, renommée 'fouée' et de l'accompagner d'un concert. En 2007, l'association comptait 160 membres.
Les premières années ont vu l'engouement pour le festival grandir d'édition en édition, pour atteindre l'apogée de fréquentation en 2005 avec près de 9000 visiteurs. L'année suivante sera marquée par la concurrence du tecknival breton se déroulant le même week-end. En 2007, le tecknival se déroule encore à proximité et à la même date et cette baisse de fréquentation est accentuée par un temps déplorable,. Cette situation plonge le festival dans une situation financière délicate. En octobre 2007, le député de la 3e circonscription du Morbihan, Gérard Lorgeoux expose le problème de cette concurrence au Ministre de l'Intérieur.
En 2008, l'édition se veut plus sobre avec une seule soirée payante et un nombre de places limité à 4000. Le festival réussit le pari d’atteindre ce chiffre et d'ainsi envisager des jours meilleurs,. En 2009 et 2010, l'équipe est partiellement renouvelée, bien que les anciens subsistent dans l'entourage proche et le festival conserve la formule testée en 2008. Malheureusement, en 2011 l'édition doit être annulée à la suite d'un différend sur l'emplacement souhaité par les organisateurs.
Au-delà du festival, événement majeur, l'association Roc'han Feu organise un certain nombre d'animations culturelles comme l'organisation de concerts de musiques actuelles, d'un tremplin ou d'autres types de spectacles (One-man-show, théâtre, etc.).

### Dissolution
À la suite de difficultés financières, de renouvellement du socle des bénévoles, ainsi que de désaccords avec la municipalité Rohannaise sur l'organisation de nouveaux évènements musicaux, les membres de l'association, votent sa dissolution le 18 janvier 2013.
Après une phase de liquidation des biens de l'association, une dernière assemblée générale s'est tenue le 4 mai 2013 afin de dissoudre l'association.